# 71 Cygni
71 Cygni (g Cygni) é uma estrela na direção da Cygnus. Possui uma ascensão reta de 21h 29m 26.91s e uma declinação de +46° 32′ 25.2″. Sua magnitude aparente é igual a 5.22. Considerando sua distância de 224 anos-luz em relação à Terra, sua magnitude absoluta é igual a 1.04. Pertence à classe espectral K0III.